# 고등광기술연구소
고등광기술연구소(高等光技術硏究所, Advanced Photonics Research Institute ; APRI)는 우수한 광과학 및 광기술 연구진을 집중시켜 원천핵심기술과 응용기술을 개발하기 위하여 설립된 대한민국 미래창조과학부 산하 광주과학기술원 부설 광기술연구기관이다. 광주광역시 북구 첨단과기로 123 (오룡동)에 위치하고 있다.

## 연혁
- 2000년 4월 광주과학기술원내 광기술연구센터 설치
- 2001년 5월 고등광기술연구소 설치 및 초대 이종민 소장 취임
- 2002년 12월 고등광기술연구소 기공식
- 2003년 12월 펨토과학기술연구센터 설치
- 2004년 5월 고등광기술연구소 신축 준공식
- 2004년 11월 Cavendish 국제공동연구센터 설치 (Optoelectronics 분야)
- 2005년 1월 APRI-KERI 레이저가속기공동연구센터 설치
- 2005년 10월 APRI-Cyber Laser 펨토초레이저기술공동연구센터 설치
- 2008년 11월 제3대 이인원 소장 취임

## 조직

### 부소장

#### 광공학연구부
- 나노광학연구실
- 미세광학연구실
- 레이저분광학연구실
- 비선형광학연구실
- 초강력레이저연구실
- 레이저플라즈마가속연구실
- 광소재·소자연구실
- 광정보통신연구실
- 양자광학연구실
- 생명광학연구실
- 레이저안전연구실

#### 경영지원부
- 행정지원팀
- 연구지원팀

## 같이 보기
- 한국광기술원
- 한국광학회